# Colonia Liebig
Colonia Liebig, auch Colonia Liebig’s, ist ein Ort in der Provinz Corrientes im Departamento Ituzaingó im Nordosten Argentiniens.
Das heutige Colonia Liebig, auch Colonia Baron von Liebig, wurde unter dem Namen Neu Karlsruhe im Jahre 1924 durch die Liebig-Gesellschaft als Genossenschaftssiedlung gegründet. Die Siedlung wurde im welligen Kampland gelegenen Grasland angelegt. Die Gegend soll zuvor als Curuzú (Wort aus dem Guaraní) bekannt gewesen sein. Im Gegensatz zu der bis dahin vorherrschenden Siedlungsaufteilung in Argentinien wurden in Neu Karlsruhe keine quadratischen Lose geschaffen. Erste Siedler in Neu Karlsruhe waren 165 deutsche Einwanderer, die 1924 eintrafen. Diese sollen badischen Ursprungs gewesen sein und ihre Zahl auf später über 300 Personen aus 60 Einwanderer-Familien angewachsen sein. Lange Zeit blieb dem Siedlungsprojekt trotz der immensen Förderung der Erfolg versagt. Dabei spielte auch der finanzielle Zusammenbruch der Siedlungsgenossenschaft noch vor Eintreffen der Einwanderer in Südamerika eine Rolle. Im Stadtkern befinden sich Kirche, Schule, Verwaltung, Gastwirtschaften und Geschäfte. In der umgebenden Gegend gibt es Yerba-Mate-, Citrus- und Tung-Pflanzungen (Stand: Anfang der 1960er Jahre).